# Desa Sidamulya (administrativ by i Indonesien, Jawa Tengah, lat -7,34, long 108,96)
Desa Sidamulya är en administrativ by i Indonesien.   Den ligger i provinsen Jawa Tengah, i den västra delen av landet, 260 km sydost om huvudstaden Jakarta.